# Велике Яндуганово
Велике Яндуга́ново (рос. Большое Яндуганово, чув. Малти Чиперуй) — присілок у складі Маріїнсько-Посадського району Чувашії, Росія. Входить до складу Великошигаєвського сільського поселення.
Населення — 143 особи (2010; 138 у 2002).
Національний склад:
- чуваші — 93 %